# Anas poecilorhyncha
Anas poecilorhyncha е вид птица от семейство Патицови (Anatidae).

## Разпространение
Видът е разпространен в Бангладеш, Виетнам, Индия, Камбоджа, Китай, Лаос, Мианмар, Непал, Пакистан, Тайланд, Хонконг и Шри Ланка.